# Le Premier Convoi
Pour plus de détails, voir Fiche technique et Distribution.
Le Premier Convoi (Первый эшелон) est un mélodrame romantique soviétique réalisé par Mikhaïl Kalatozov et sorti en 1956. 
Il s'agit d'une romance entre le secrétaire de l'organisation Komsomol Alekseï Ouzorov et la conductrice de tracteur Anna Zaloguina dans le cadre de la campagne des terres vierges au Kazakhstan.

## Synopsis
Dans l'une des steppes du Kazakhstan, un groupe de jeunes gens arrive avec des permis du Komsomol pour mettre en valeur des terres vierges. Les gelées rigoureuses et les torrents de boue printanière, les travaux épuisants qui ne correspondent pas à leur spécialité, compliquent la vie déjà difficile des nouveaux arrivants. C'est dans ce contexte que se noue une romance touchante entre le secrétaire de l'organisation du Komsomol et la conductrice de tracteur Anna.

## Fiche technique
- Titre français : Le Premier Convoi[2] ou Premier Convoi[3]
- Titre original : Первый эшелон[1]
- Réalisation : Mikhaïl Kalatozov
- Scénario : Nikolaï Pogodine
- Photographie : Sergueï Ouroussevski, Iouri Ekeltchik (ru)
- Montage : Zoïa Verevkina
- Musique : Dmitri Chostakovitch
- Décors : Mikhaïl Bogdanov
- Société de production : Mosfilm
- Pays d'origine :  Union soviétique
- Langue originale : russe
- Format : couleurs - 1,37:1 - Son mono - 35 mm
- Genre : mélodrame romantique
- Durée : 114 minutes
- Dates de sortie :
  - Union soviétique : 29 avril 1956

## Distribution
- Oleg Efremov : Alekseï Ouzorov
- Izolda Izvitskaïa : Anna Zaloguina
- Vsevolod Sanaev : Alekseï Yegorovitch Dontsov
- Sergueï Romodanov (ru) : Taras Grigorievitch Chougaïlo
- Nikolaï Annenkov (ru) : Kachtanov
- Edouard Bredoun (ru) : Guénka Monetkine
- Alekseï Kojevnikov : Valia Solntsev
- Nina Dorochina (ru) : Nelli Panina
- Khoren Abramian (ru) : Vartan Vartanian
- Tatiana Doronina : Zoïa
- Nourmoukhan Jantourine